# Attila Ungvári
Attila Ungvári (25 de outubro de 1998) é um judoca húngaro. Competiu nos Jogos Olímpicos de Verão de 2024 em Paris na categoria até 81Kg. Foi eliminado nas oitavas de final para o belga Matthias Casse.
Ganhou a medalha de ouro no Grande Prémio de Zagreb em 2017. Conquistou a medalha de bronze no Grande Prémio de Budapeste em 2019. Ganhou a prata no Grande Prémio de Düsseldorf e no Grand Slam de Ekaterinburgo, bem como a medalha de bronze no Grande Prémio de Cancún em 2017. Ganhou uma medalha nos Campeonatos da Europa em 2010, 2019 e 2022. Conquistou o título europeu de sub-23 em 2010, com 73 kg. Ele conquistou uma medalha de bronze no Grand Slam em Antalya em 2021. Ele conquistou o ouro no Grand Slam em Kazan em 2021. É 10 anos mais novo do que o seu irmão Miklos. Tem 4 irmãs e 4 irmãos.